# Wilhelm Ludwig Abeken
Wilhelm Ludwig Abeken (* 1. Dezember 1793 in Osnabrück; † 2. Oktober 1826 in Berlin) war ein deutscher Altphilologe und Lehrer.

## Leben
Wilhelm Ludwig Abeken war ein Sohn des Osnabrücker Kaufmanns Johann Wilhelm Abeken (1753–1800) und Bruder des Philologen und Lehrers Bernhard Rudolf Abeken. Ab 1801 besuchte er das Gymnasium in Osnabrück, ab 1810 das Gymnasium in Rudolstadt, wo sein Bruder als Lehrer tätig war. Ab Herbst 1812 studierte er an der Universität Göttingen. 1814 kämpfte er mit den Lützowschen Jägern und studierte ab Herbst 1814 weiter in Berlin. 1815/16 diente er im 3. Rheinischen Landwehr-Regiment. Anschließend ging er wieder nach Berlin, wo er die Prüfung als Lehrer ablegte. Er wurde Lehrer am Gymnasium zum Grauen Kloster in Berlin und wechselte, nachdem er 1820 an der Universität Halle promoviert worden war, im Frühjahr 1821 an das Joachimsthalsche Gymnasium.

## Schriften
- Dissertatio, sistens Antigonae argumenti expositionem Nonnullorumque hujus dramatis  locorum Illustrationem. Phil. Diss., Universität Halle-Wittenberg, 25. Juli 1820.